# Jules Fonteyne
Jules Fonteyne fue un pintor, dibujante, grabador, ilustrador de libros y maestro de educación artística belga (flamenco). Nació en Brujas el 22 de julio de 1878 y falleció en la misma ciudad el 11 de agosto de 1964.
Obras de Jules Fonteyne

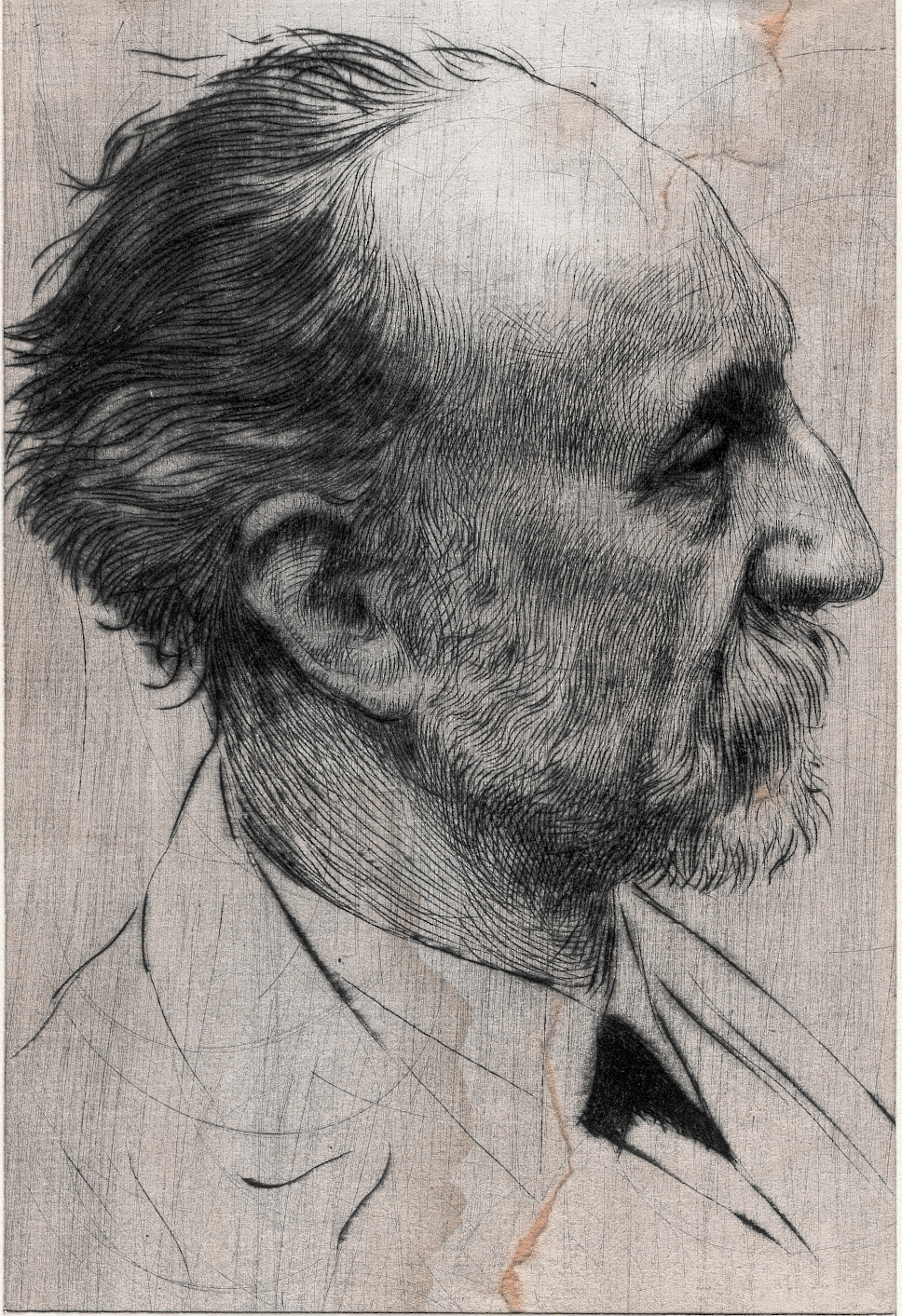
Retrato de su padre, el escultor Hippolyte Fonteyne
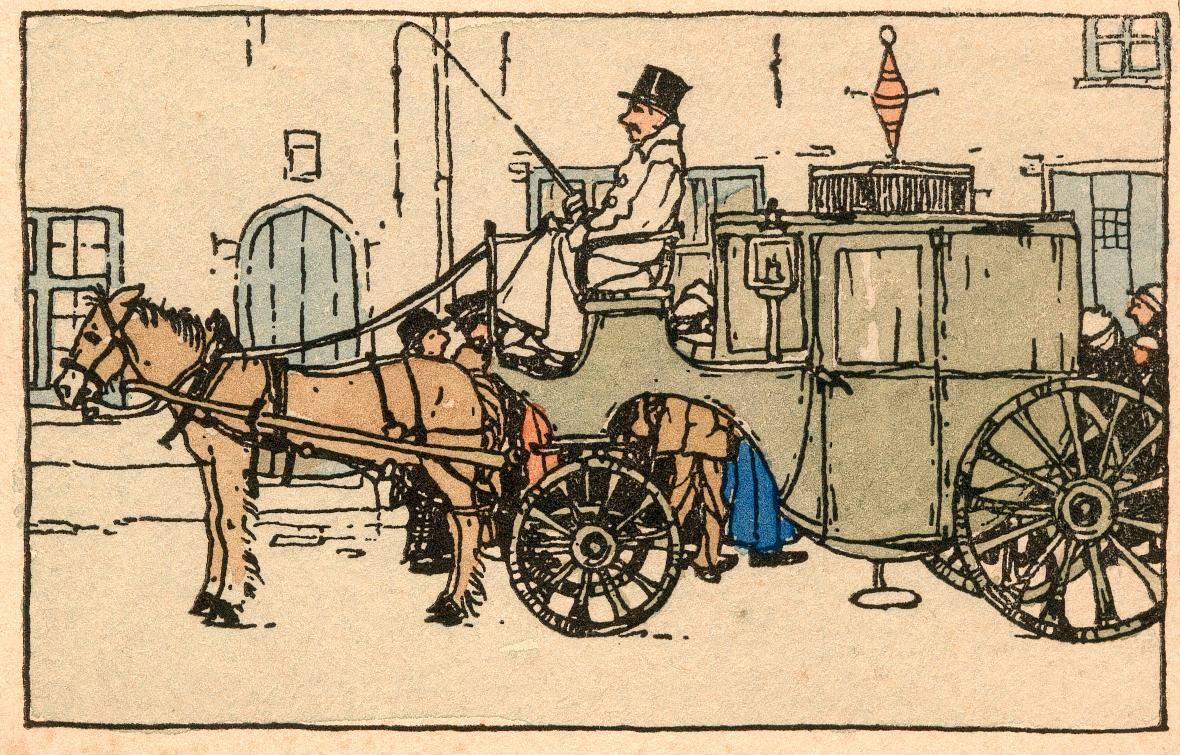
Cochero de Brujas, ilustración para  Langs 't Baggijnhofde de Maurits Sabbe

 Pulsar sobre la imagen para ampliar. 

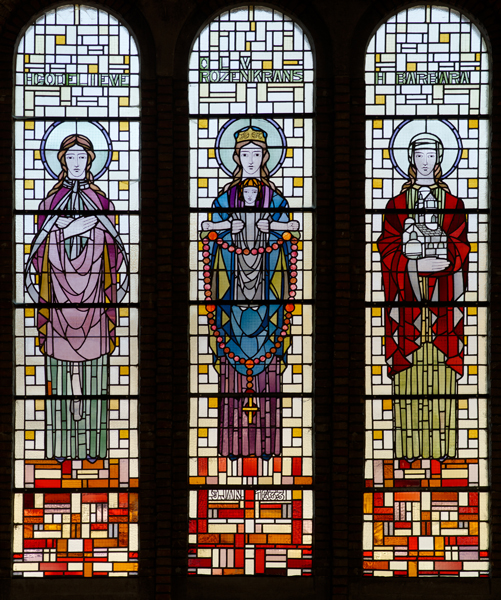
Onze-Lieve-Vrouwekerke (Zonnebeke)
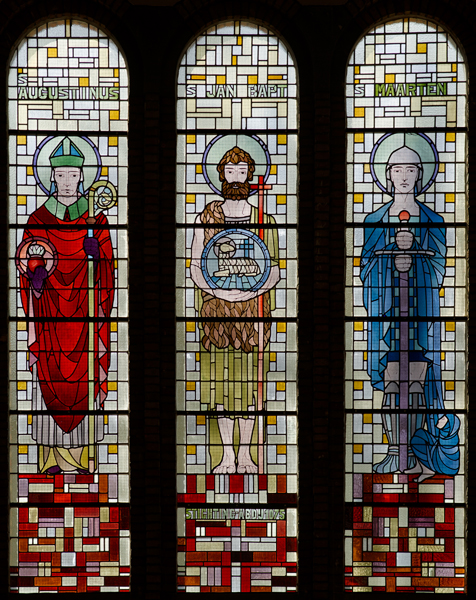
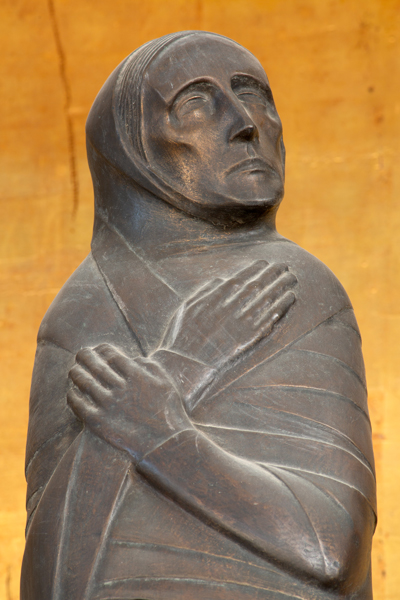
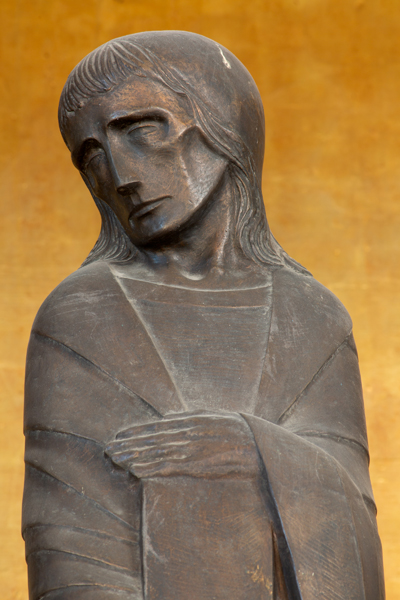